# Wilfried Blasberg
Wilfried Blasberg (* 1938; † Februar 2012) war ein deutscher Schauspieler.

## Leben
Blasberg war als Schauspieler viele Jahre vor allem an Münchner Bühnen tätig und trat darüber hinaus auch bei den Hersfelder Festspielen auf. Aufgrund einer schweren Erkrankung musste er sich jedoch 1984 für längere Zeit aus dem Beruf zurückziehen.
Einem breiten Publikum wurde Blasberg durch seine Auftritte in Film- und Fernsehproduktionen bekannt. So verkörperte er in Hans W. Geissendörfers Zauberberg-Inszenierung nach Thomas Mann den Brauereibesitzer „Magnus“. Zu seinen weiteren Filmen zählen Eckhart Schmidts Horrorfilm Der Fan, Wolfgang Liebeneiners Götz von Berlichingen mit der eisernen Hand sowie in Tom Toelles mehrteiliger John-Knittel-Verfilmung  Via Mala mit Mario Adorf als tyrannischem Patriarchen. Außerdem war 1984 als „Kriminalrat Wolf“ in einmaliger Vertretung von Ulrich Matschoss der Vorgesetzte des Tatort-Ermittlers „Horst Schimanski“ (Götz George). Daneben übernahm Blasberg Gastrollen in Fernsehserien wie Lutz & Hardy, Die Hausmeisterin, Der ganz normale Wahnsinn, Polizeiinspektion 1 und Derrick.

## Filmografie (Auswahl)
- 1979: Götz von Berlichingen mit der eisernen Hand
- 1979: Desperado
- 1979: Derrick – Die Versuchung (Folge 63)
- 1980: Polizeiinspektion 1 – Die Abwerbung (Folge 37)
- 1982: Der Zauberberg
- 1982: Der Fan
- 1983: Die Krimistunde (Fernsehserie, Folge 7, Episode: „Mordsprovision“)
- 1984: Tatort – Rechnung ohne Wirt (Fernsehreihe)
- 1985: Via Mala
- 1992: Tatort – Stoevers Fall